# Korsar (dron)
Korsar (ros. Корсар) – taktyczny rosyjski dron rozpoznawczy średniego zasięgu, wykorzystywany przez Siły Zbrojne Federacji Rosyjskiej.

## Opis
Dron jest częścią systemu, na który składa się kilka bezzałogowych statków powietrznych oraz naziemne stanowisko kontroli. Umowa na budowę całego systemu została zawarta w 2009 r. między rosyjskim Ministerstwem Obrony a biurem projektowym Łucz (ros. КБ «Луч»), które jest częścią koncernu Roselektronika. Podczas pokazów lotniczych MAKS-2011 w sierpniu 2011 r. został zaprezentowany model drona. Do testów w locie nowej konstrukcji przystąpiono w 2015 r. W tym samym roku Korsar został zaprezentowany na zamkniętej ekspozycji Międzynarodowego Forum Wojskowo-Technicznego Armia-2015. Publiczna prezentacja drona nastąpiła w 2018 r., kiedy to UAV został pokazany na Placu Czerwonym w Moskwie w ramach Parady Zwycięstwa. W 2019 r. dron został zaprezentowany w otwartej części ekspozycji Międzynarodowego Forum Wojskowo-Technicznego Armia-2019.
W Rybińsku w obwodzie jarosławskim, przy nakładzie 120 milionów rubli, zbudowano nowy zakład produkcyjny przeznaczony do budowy dronów Korsar. Uruchomienie produkcji planowano na 2017 r. Planowana jest produkcja do 100 dronów rocznie. Produkcją zajmuje się Zjednoczone Przedsiębiorstwo Budowy Urządzeń (ros. Объединённая приборостроительная корпорация).

## Przeznaczenie
Dron został opracowany jako konstrukcja mająca zastąpić dotychczas używane UAV Forpost. Ma służyć do prowadzenia bliskiego i średniego rozpoznania, naprowadzania ognia artylerii, walki elektronicznej oraz dokonywania ataków z wykorzystaniem przenoszonej broni na siłę żywą, pojazdy opancerzone oraz fortyfikacje przeciwnika. Planowane jest wyposażenie drona w wyrzutnie pocisków 9M120 Ataka. Dodatkowo producent przewiduje zastosowanie drona do celów cywilnych i wykorzystanie go do monitorowania stanu dróg i obiektów infrastruktury, wykrywania pożarów lasów oraz poszukiwania i ratowania ludzi.

## Zastosowanie bojowe
Dron został wykorzystany podczas wojny domowej w Syrii. Jeden ze zbudowanych dronów został utracony podczas rosyjskiej agresji na Ukrainę w 2022 r.

## Konstrukcja
Bezzałogowy statek powietrzny zbudowany w układzie średniopłata z dwubelkowym kadłubem zakończonym usterzeniem w kształcie odwróconego V. Napęd stanowi silnik spalinowy napędzający dwułopatowe śmigło pchające. Podwozie trójpunktowe z kółkiem przednim.